# Elyra trevivittalis
Elyra trevivittalis là một loài bướm đêm trong họ Noctuidae.